# Autovía del Altiplano
La autovía del Altiplano o A-33 conecta los 3 corredores de mayor importancia entre el centro y el este peninsular, concretamente, la A-31, autovía que conecta Madrid con Alicante pasando por Albacete, la A-30, que comunica Albacete con Murcia y Cartagena; y la A-35 que comunica Valencia con Albacete, partiendo desde Almansa.
Debido al incremento del tráfico pesado de mercancías en la zona durante los últimos años, y ante la necesidad de contar con una vía que diese a los usuarios una alternativa a la A-7, muy congestionada amén de discontinua, y por tanto insuficiente para soportar todo el tráfico que necesita realizar la ruta Murcia - Valencia o viceversa, por lo que se optó como mejor opción apostar por el desdoblamiento de la antigua carretera N-344 y convertirla en autovía, para así poder establecer una ruta más directa para unir las dos ciudades por el interior peninsular y de paso descongestionar el tráfico de la A-7. 
El 2 de agosto de 2012 quedó inaugurado el tramo entre Blanca y Abarán, y entre Abarán y Jumilla. El tramo Blanca-Abarán ha supuesto 58,53 millones de euros, con una longitud de 12,4 kilómetros; y el de Abarán-Jumilla, 63,99 millones de euros siendo este de 18,32 kilómetros.
El 11 de enero de 2024, tras 11 años y 5 meses, ha quedado completada toda la autovía con la última inauguración del tramo entre Yecla y Caudete con una inversión de más de 122 millones de euros y la longitud de 16 kilómetros.

## Tramos
| Denominación | Tramo | Kilómetros      | Año servicio             |
| ------------ | --- | --------------- | ------------------------ |
| A-33         | A-30 Blanca - Abarán | 12,4            | 2012                     |
| A-33         | Abarán - Casas del Puerto (Jumilla) | 18,3            | 2012                     |
| A-33         | Casas del Puerto (Jumilla) - Yecla | 23,4            | 2017                     |
| A-33         | Yecla - Caudete Oeste | 16              | 2024                     |
| A-33         | Caudete Oeste - Enlace A-31 Subtramo: Caudete Oeste - Caudete Este Subtramo: Caudete Este - Enlace A-31 | 3 5,5           | 2021                     |
| A-33         | Enlace A-31 - Enlace A-35 Subtramo: Enlace A-31 - La Gloria (ramal sentido Alicante) Subtramo: Enlace A-31 - La Gloria (ramal sentido Valencia) Subtramo: La Gloria - Fuente la Higuera Sur Subtramo: Variante de Fuente la Higuera Subtramo: Fuente la Higuera Norte - Enlace A-35 | 1,5 1,3 4 5 1,5 | 2020 2019 2018 2017 2021 |

## Salidas
| Velocidad | Esquema | Salida | Sentido Fuente la Higuera                                                     | Sentido Blanca                                                                | Carretera         | Notas |
| --------- | ------- | ------ | ----------------------------------------------------------------------------- | ----------------------------------------------------------------------------- | ----------------- | ----- |
|           |         |        | A-33 Enlace con la Autovía de Murcia Comienzo de la A-33                      | A-30 Enlace con la Autovía de Murcia Fin de la A-33                           |                   |       |
|           |         |        | Fuente la Higuera 90 Valencia 181                                             | Blanca 15 Murcia 30                                                           | A-30 A-33         |       |
|           |         | 1      |                                                                               | Blanca Albacete                                                               | A-30 N-344 RM-401 |       |
|           |         |        | FFCC Chinchilla-Cartagena                                                     | FFCC Chinchilla-Cartagena                                                     |                   |       |
|           |         | 5      | Abarán Hoya del Campo Estación de Blanca                                      | Abarán Hoya del Campo Estación de Blanca                                      | RM-A20            |       |
|           |         | 13     | La Zarza                                                                      | La Zarza                                                                      | N-344 RM-A10      |       |
|           |         | 19     | N-344                                                                         | N-344                                                                         | N-344             |       |
|           |         | 25     | Pinoso                                                                        | N-344                                                                         | N-344 RM-427      |       |
|           |         | 31     | Jumilla                                                                       | Jumilla Pinoso                                                                | N-344 RM-427      |       |
|           |         | 41     | RM-A26                                                                        | RM-A26                                                                        | RM-A26            |       |
|           |         | 44     | ENTRADA/SALIDA CERRADA Futura Área de Servicio de Altiplano (obras licitadas) | ENTRADA/SALIDA CERRADA Futura Área de Servicio de Altiplano (obras licitadas) |                   |       |
|           |         | 48     | RM-A26                                                                        | RM-A26                                                                        | RM-A26            |       |
|           |         | 54     | Yecla Pinoso                                                                  | Yecla Pinoso                                                                  | RM-424            |       |
|           |         | 61     | Yecla Villena                                                                 | Yecla Villena                                                                 | RM-425            |       |
|           |         |        |                                                                               |                                                                               |                   |       |
|           |         | 70-71  | Caudete (oeste)                                                               | Caudete (oeste) Yecla Murcia                                                  | N-344             |       |
|           |         | 75     | Caudete (este) pol. industrial Albacete                                       | Caudete (este) pol. industrial Albacete                                       | A-31              |       |
|           |         | 77     | Alicante                                                                      |                                                                               | A-31              |       |
|           |         |        |                                                                               |                                                                               |                   |       |
|           |         | 79     |                                                                               | Villena Alicante                                                              | A-31              |       |
|           |         | 81     |                                                                               | Caudete-Yecla Alicante-Madrid                                                 | N-344 A-31        |       |
|           |         |        |                                                                               |                                                                               |                   |       |
|           |         | 86     | Fuente la Higuera Fontanares Onteniente                                       | Fuente la Higuera Fontanares Onteniente                                       | N-344 CV-660      |       |
|           |         |        | FFCC Madrid-Valencia                                                          | FFCC Madrid-Valencia                                                          |                   |       |
|           |         | 89     | Fuente la Higuera A-35 Almansa                                                | Fuente la Higuera                                                             | N-344             |       |
|           |         |        | Játiva 43 Valencia 88                                                         | Cieza 108 Murcia 123                                                          | A-33 A-35         |       |
|           |         |        | Enlace con la Autovía Almansa-Játiva Fin de la A-33                           | Enlace con la Autovía Almansa-Játiva Comienzo de la A-33                      |                   |       |

## Polémicas con las expropiaciones
En 2012, tres años después de las expropiaciones para la realización de esta autovía, todavía muchos vecinos continuaban sin recibir sus indemnizaciones.